# Gmina Wołczyn
Die Gmina Wołczyn [ˈvɔʊ̯ʧɨn] ist eine Stadt- und Landgemeinde im Powiat Kluczborski der Woiwodschaft Opole (Oppeln) in Polen. Ihr Sitz ist die Kleinstadt Wołczyn (Konstadt) mit etwa 6000 Einwohnern.

## Geographie
Die Gemeinde liegt im Nordwesten von Oberschlesien. Sie grenzt an die Gemeinde der Kreisstadt Kluczbork (Kreuzburg in Oberschlesien) und  liegt 40 Kilometer nordöstlich von der Woiwodschaftshauptstadt Opole (Oppeln).
Zu den Gewässer gehört die Brynica (Brinnitze), ein Nebenfluss der Stobrawa umflossen.

## Geschichte
Als Folge des Zweiten Weltkriegs fielen Konstadt zusammen mit Schlesien 1945 an Polen und kamen in die Woiwodschaft Schlesien. 1950 wurde die Region der Woiwodschaft Opole eingegliedert. Von 1975 bis 1998 gehörte die Gemeinde zur kleiner zugeschnittenen Woiwodschaft Opole. Danach 1999 kam sie zum neu gegründeten Powiat Kluczborski in der heutigen Woiwodschaft Opole.

## Politik

### Bürgermeister
An der Spitze der Stadtverwaltung steht der Bürgermeister. Dies ist Jan Wiącek. Die turnusmäßige Wahl im Oktober 2024 führte zu folgendem Ergebnis:
- Jan Wiącek (Wahlkomitee der Landschaft Wołczyn) 56,9 % der Stimmen
- Anna Słaboń (Trzecia Droga) 27,8 % der Stimmen
- Marcin Pasternak (Wahlkomitee der Region Kluczborski) 8,8 % der Stimmen
- Piotr Kożuchowski (Wahlkomitee „Zusammen für die Gemeinde“) 6,6 % der Stimmen

Damit wurde der Amtsinhaber Jan Wiącek erneut bereits im ersten Wahlgang wiedergewählt.
Die turnusmäßige Wahl im Oktober 2018 führte zu folgendem Ergebnis:
- Jan Wiącek (Wahlkomitee der Region Wołczyn) 75,2 % der Stimmen
- Piotr Kożuchowski (Prawo i Sprawiedliwość) 24,8 % der Stimmen

Damit wurde der Amtsinhaber Jan Wiącek bereits im ersten Wahlgang wiedergewählt.

### Stadtrat
Der Stadtrat besteht aus 15 Mitgliedern und wird von der Bevölkerung in Einpersonenwahlkreisen gewählt. Die Stadtratswahl 2024 führte zu folgendem Ergebnis:
- Wahlkomitee der Landschaft Wołczyn 46,8 % der Stimmen, 13 Sitze
- Trzecia Droga (TD) 16,2 % der Stimmen, 1 Sitz
- Wahlkomitee der Region Kluczborski 15,8 % der Stimmen, 1 Sitz
- Prawo i Sprawiedliwość (PiS) 8,7 % der Stimmen, kein Sitz
- Wahlkomitee „Zusammen für die Gemeinde“ 8,4 % der Stimmen, kein Sitz
- Übrige 4,1 % der Stimmen, kein Sitz

Die Stadtratswahl 2018 führte zu folgendem Ergebnis:
- Wahlkomitee der Region Wołczyn 36,9 % der Stimmen, 8 Sitze
- Prawo i Sprawiedliwość (PiS) 23,5 % der Stimmen, 3 Sitze
- Koalicja Obywatelska (KO) 13,1 % der Stimmen, 1 Sitz
- Wahlkomitee „Zusammen für die Gemeinde“ 11,4 % der Stimmen, 1 Sitz
- Polskie Stronnictwo Ludowe (PSL) 7,2 % der Stimmen, 1 Sitz
- Wahlkomitee „Unsere Stadt Wołczyn“ 4,6 % der Stimmen, 1 Sitz
- Übrige 3,4 % der Stimmen, kein Sitz

### Städtepartnerschaften
- Haßloch (Deutschland)

## Gliederung
Die Stadt-und-Land-Gemeinde umfasst neben ihrem Hauptort zwanzig Dörfer mit Schulzenämtern (sołectwo):
- Bruny (Brune)
- Brynica (Brinitze; 1936–1945: Kiefernhain)
- Brzezinki (Bürgsdorf)
- Duczów Mały (Klein Deutschen) und Duczów Wielki (Groß Deutschen)
- Gierałcice (Jeroltschütz)
- Komorzno (Reinersdorf)
- Krzywiczyny (Schönfeld)
- Ligota Wołczyńska (Konstadt-Ellguth)
- Markotów Duży (Margsdorf)
- Markotów Mały (Klein Margsdorf)
- Rożnów (Rosen)
- Skałągi (Skalung)
- Szum (Schumm)
- Szymonków (Simmenau)
- Świniary Małe (Klein Blumenau)
- Świniary Wielkie (Groß Blumenau)
- Wąsice (Wundschütz)
- Wierzbica Dolna (Deutsch Würbitz; 1936–1945: Niederweiden O.S.)
- Wierzbica Górna (Polnisch Würbitz; 1936–1945: Oberweiden O.S.)
- Wierzchy (Wierschy; 1936–1945: Stoberbrück)

## Verkehr
Durch die Gemeinde verläuft die Landesstraße Droga krajowa 42 (DK 42). An der Bahnstrecke Kluczbork–Wrocław besteht Anschluss mit dem Bahnhof Wołczyn und dem Haltepunkt Wierzbica Górna.

## Persönlichkeiten
- Karl Wolfgang von Frankenberg und Ludwigsdorf (1730–1791), preußischer General; geboren in Wundschütz.